# Manfred Feiler
Pour les articles homonymes, voir Feiler.
Manfred Feiler (né le 22 août 1925 à Plauen (Allemagne) et mort le 15 mars 2020) est un peintre, graphiste et illustrateur allemand.

## Biographie
À partir de 1939, Manfred Feiler suit les cours de la Staatliche Kunstschule für Textilindustrie Plauen (de). Une bourse accordée par l'État allemand l'aide à financer ses études. Les œuvres de Feiler sont à l'époque influencées par son maître, Kurt Geipel (Netzschkau, mort en 1944) et Walther Löbering (de) (Plauen, mort en 1969). En 1939, Feiler est envoyé au front oriental dans le cadre de son service militaire. Il reçoit une formation d'opérateur radio et se retrouve enrôlé dans la même unité que le chansonnier Werner Finck. Au cours de l'été 1943, Feiler est blessé au dos par un éclat d'obus. Cette blessure le rend paraplégique et il doit alors se déplacer en fauteuil roulant.
En 1948, Manfred Feiler dévoile sa première exposition personnelle dans la galerie Fritz Geyer et dans la maison de Luther à Plauen. À cette époque, Feiler travaille comme publicitaire auprès de l'Handelsorganisation. En outre, il exerce en tant que dessinateur-projecteur pour des entreprises de textile de la région. Plus tard, il refuse de réaliser des portraits de personnalités politiques, et perd en conséquence son statut d'employé. À partir de 1952, il se consacre à son activité d'artiste indépendant.
En 1961, Feiler expose des tableaux abstraits dans la Galerie Fritz Geyer à Plauen. L'exposition est fortement critiquée par la presse et Feiler est qualifié de « barbouilleur pro-occidental », accusé de profaner la culture de la République démocratique allemande et de la tourner en dérision. Feiler devient alors une victime du formalisme, et se voit frappé de l'interdiction d'exposer ses œuvres. Il se tourne alors vers Otto Dix, qui prend position pour l'artiste de Plauen dans une lettre de janvier 1962. Et pourtant, le nom de Feiler est par la suite passé sous silence, et l'artiste se retrouve isolé dans le monde de l'art. En dépit de ces attaques, Manfred Feiler entre en 1962 dans le lexique des artistes du XXe siècle.
La première exposition de Feiler après la réunification se déroule dans la ville d'Erfurt. Libéré de toute pression politique, il entame une nouvelle période de sa vie, placée sous le signe d'une puissance créatrice et artistique. Il entreprend alors des voyages d'étude à l'étranger. Les paysages de l'Italie, de Majorque et des côtes nord de l'Allemagne le fascinent tout particulièrement. Dans ses peintures, il met en scène l'effet que ces voyages ont eu sur lui. D'autres expositions personnelles sont alors organisées, notamment au landtag de Thuringe, à Plauen, Kiel, Bamberg, Nuremberg, Bad Gandersheim, dans les îles de Sylt et de Majorque, à Schwäbisch Hall, Bernburg, Reichenbach, Schleiz, Schillbach, Hermsdorf, Hof, Garmisch-Partenkirchen, Salzwedel, Siegen, Oelsnitz/Vogtl., au château de Mylau, et, au début de l'année 2013, à Bad Elster.
À partir de 1998, Feiler est en contact avec le galeriste américain Paul DeBruyne à Naples, dans l'État de Floride. En 2011, le Freedom Museum Washington achète deux tableaux de Feiler pour sa propre collection. Par la suite, des amateurs d'art souhaitant apprendre sur Manfred Feiler et le Vogtland font le déplacement depuis les États-Unis. Grâce à la diffusion de ses œuvres dans le monde, Manfred Feiler se voit attribuer le titre officieux d'« Ambassadeur du Vogtland ».

## Distinctions
- 2000 : entrée dans le Livre d'or de la ville d'Oelsnitz
- 2001 : médaille de la ville de Plauen
- 2010 : prix d'honneur du Vogtland
- 2011 : citoyen d'honneur de la ville de Plauen
- 2012 : ordre du Mérite de la Saxe.